# HD 205139
HD 205139，又名BD+59 2395，SAO 19466、HR 8243，是一颗恒星，视星等为5.53，位于銀經100.55，銀緯6.62，其B1900.0坐标为赤經21h 28m 14.4s，赤緯+60° 6.62′ 6″。